# Prasat Mueang Tam

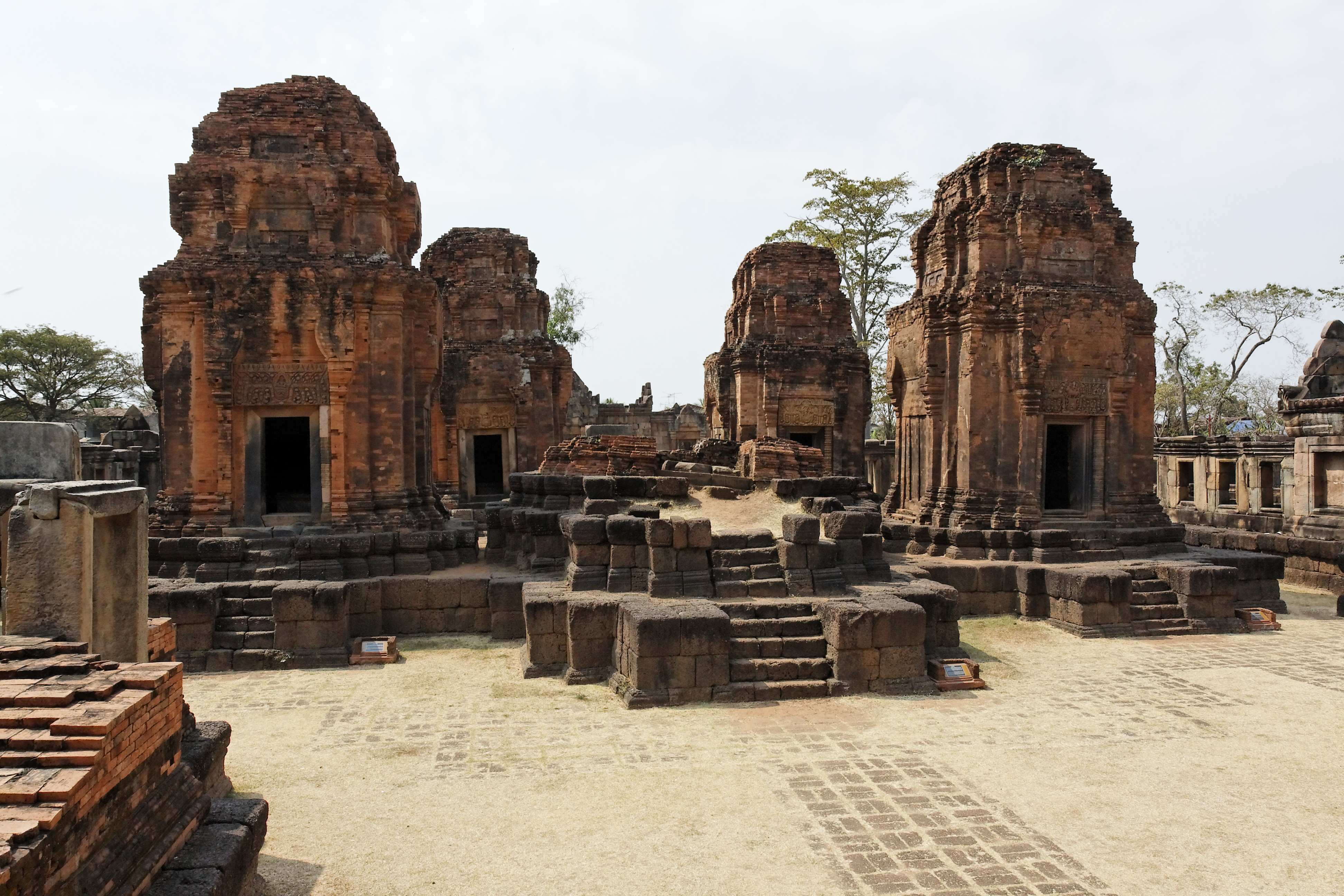
Die fünf zentralen Prang des Prasat Mueang Tam

Der Prasat Mueang Tam (Thai: ปราสาทเมืองต่ำ, auch kurz: Muang Tam; etwa: „Palast der unteren Stadt“) ist ein Tempelbezirk der Khmer im heutigen Thailand, etwa 50 Kilometer südöstlich der Provinzhauptstadt Buri Ram gelegen.

## Geographie
Der Tempelbezirk liegt im Landkreis (Amphoe) Prakhon Chai der Provinz Buri Ram, etwa 6 Kilometer südöstlich des Geschichtsparks Khao Phanom Rung.

### Der Tempelbezirk
Das Tempelgelände ist von einer quadratischen Mauer umgeben, die in den vier Haupthimmelsrichtungen von Tordurchgängen (Gopuram) durchbrochen wird. Das Osttor ist als Haupteingang ausgelegt. Im Tempelinneren befinden sich symmetrisch vier L-förmige Wasserbecken in den Ecken, zu denen Stufen hinabführen. Diese Becken sind von einer niedrigen Sandstein-Mauer umgeben, die als der Körper von fünfköpfigen Nagas ausgestaltet sind. Durch kunstvoll ausgestaltete Tore an den Stirnseiten der Becken kann der Pilger die Stufen zum Wasser betreten.
In der Mitte des äußeren Vorhofes liegt das zentrale Heiligtum, welches wiederum von einer nach innen offenen Galerie umgeben ist. Durch vier kleinere Gopuram kann das innere Heiligtum betreten werden. Der östliche Gopuram wird innen von zwei „Bannalai“ (etwa: Bibliotheken) flankiert. Das Zentralheiligtum ist eine symmetrische Quincunx-Anordnung von Ziegelstein-Prangs, die den Berg Meru mit seinen fünf Bergspitzen symbolisieren soll.

### Außerhalb des Tempels
Direkt nördlich des Tempelbezirks liegt ein großes, rechteckiges Wasserreservoir (Baray), mit den Abmessungen 1150 × 400 m. Es ist wie der Tempel in West-Ost-Richtung (genauer: von Südsüdwest nach Ostsüdost) ausgerichtet. Ein weiteres, kleineres Reservoir liegt gegenüber der Nordwest-Ecke des großen Baray.
Ausgrabungen beweisen, dass die so genannte Dharmasala-Route (auf Thai: เส้นทางอริยธรรม – sen thang ariyatham) hier vorbeiführte. Die Dharmasala-Route ist eine alte, von den Khmer im 12. und 13. Jahrhundert angelegte Straße, über die Pilger und Händler von Angkor Wat direkt bis nach Phimai reisen konnten. Sie war jedoch nicht schnurgerade, sondern verband 17 der wichtigsten Tempel der Khmer im heutigen Kambodscha und im heutigen Thailand. Die Straße existiert heute nicht mehr, ihre Existenz lässt sich jedoch durch so genannte Rasthäuser (Dharmasala), die entlang der Straße errichtet wurden, sowie durch Brückenruinen festlegen.

## Geschichte
Aufgrund der architektonischen Ausführung und der Gestaltung der Türstürze kann die Entstehung des Prasat Muang Tam auf das 11. Jahrhundert datiert werden. Es finden sich hier Kunststile der so genannten „Khleang-Periode“, welche etwa von 968 bis 1049 dauerte, einer Zeit, in der die Khmer-Könige Jayavarman V., Udayadityavarman I., Jayaviravarman und Suryavarman I. regierten, als auch der folgenden „Baphuon-Periode“, welche etwa von 1050 bis 1080 in der Regierungszeit von Udayadityavarman II. und Harshavarman III. vorherrschte.

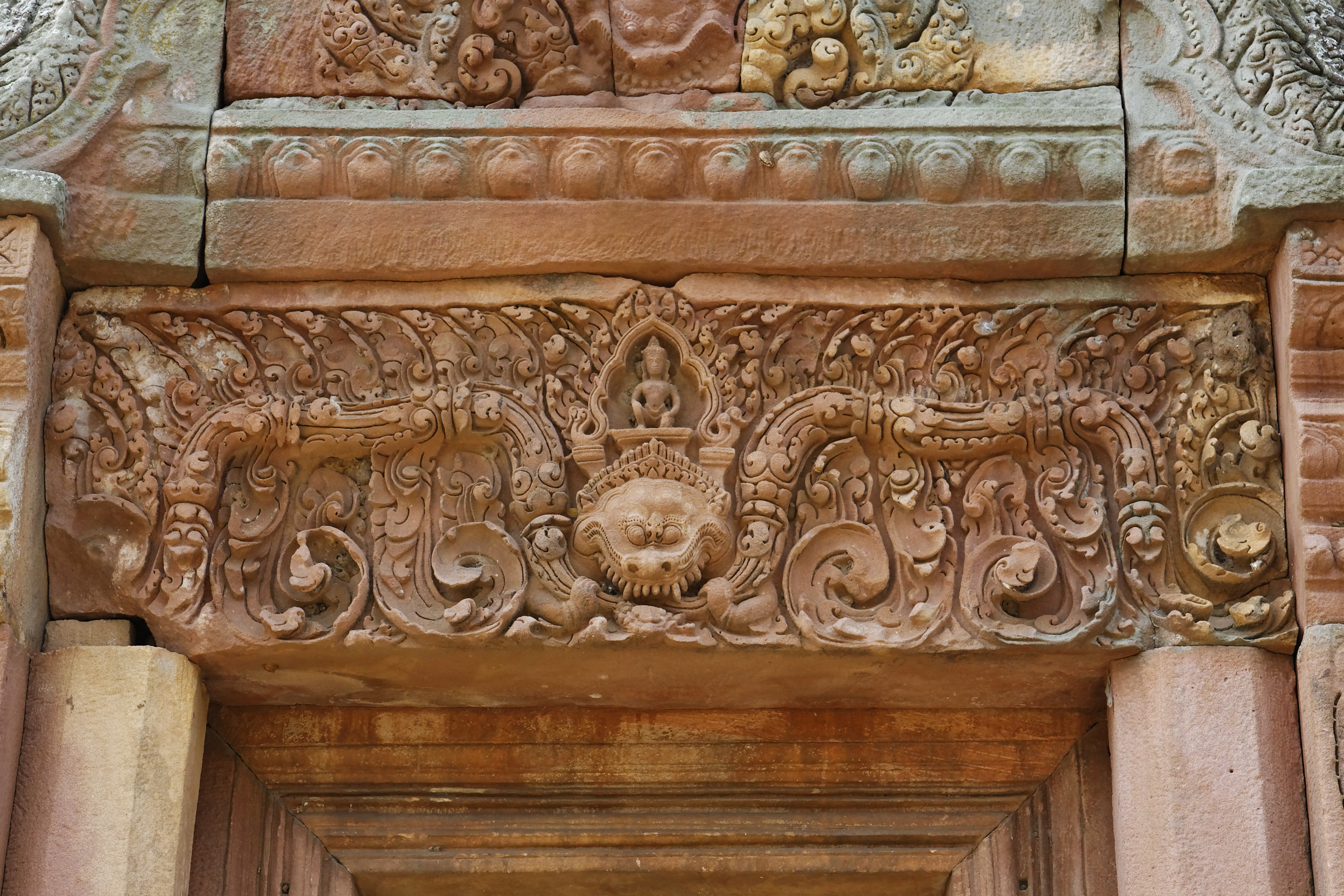
Kala mit üppiger Vegetation, Sandsteinrelief eines Türsturzes des östlichen Gopuram

## Sehenswürdigkeiten
Neben der eindrucksvollen Gesamtanlage sind die vielen Türstürze von großer künstlerischer Qualität. Allerdings befinden sich die Originale der wertvollsten Kunstwerke heute im Nationalmuseum Phimai, an den ursprünglichen Positionen wurden zum Verwechseln ähnliche Replikate eingesetzt. Abgebildet sind Szenen aus der hinduistischen Mythologie sowie Darstellungen von Blumen und Blattwerk. Typisch sind vielfache Abbilder des „Kala“, auch Kirtimukha (Thai: กิร์ติมุขะ, Sanskrit: „Antlitz der Glorie“) genannt, einem löwenköpfigenen Dämonen aus der hinduistischen Mythologie, der sich in seinem wilden Hunger selbst auffrass, bis nur noch sein Kopf übrig blieb. Aus dem zahnbewerten Maul des Kala wächst üppige Vegetation, die sich oft weiter über Türen und an Säulen herabrankt.